# Phyprosopus basiplaga
Phyprosopus basiplaga là một loài bướm đêm trong họ Erebidae.